# Krajský přebor – Praha-město 1972/1973
V soubojích Krajského přeboru – Praha-město 1972/73, jedné ze skupin 5. nejvyšší fotbalové soutěže, se utkalo 16 týmů dvoukolovým systémem podzim – jaro. Tento ročník skončil v červnu 1973.

## Výsledná tabulka
Zdroj:
| Poř. | Tým                    | Z  | V  | R  | P  | VG | OG | B  |
| ---- | ---------------------- | -- | -- | -- | -- | -- | -- | -- |
| 1.   | Radotínský SK          | 30 | 20 | 5  | 5  | 46 | 19 | 45 |
| 2.   | SK Praga               | 30 | 16 | 8  | 6  | 53 | 31 | 40 |
| 3.   | TJ Aritma Praha        | 30 | 16 | 8  | 6  | 46 | 31 | 40 |
| 4.   | TJ Spartak Čelákovice  | 30 | 16 | 7  | 7  | 49 | 29 | 39 |
| 5.   | TJ Uhelné sklady Praha | 30 | 12 | 9  | 9  | 43 | 36 | 33 |
| 6.   | TJ Bohemians Praha „B“ | 30 | 11 | 11 | 8  | 39 | 33 | 33 |
| 7.   | TJ Čechie Karlín       | 30 | 11 | 10 | 9  | 37 | 32 | 32 |
| 8.   | TJ ČAFC Praha          | 30 | 10 | 9  | 11 | 34 | 45 | 29 |
| 9.   | TJ Union Žižkov        | 30 | 12 | 4  | 14 | 49 | 45 | 28 |
| 10.  | SK Brandýs nad Labem   | 30 | 9  | 9  | 12 | 36 | 42 | 27 |
| 11.  | TJ Viktoria Žižkov „B“ | 30 | 8  | 11 | 11 | 33 | 40 | 27 |
| 12.  | TJ Spartak Vršovice    | 30 | 6  | 13 | 11 | 30 | 46 | 25 |
| 13.  | SK Nusle               | 30 | 8  | 8  | 14 | 42 | 51 | 24 |
| 14.  | TJ Střešovice          | 30 | 7  | 9  | 14 | 50 | 51 | 23 |
| 15.  | TJ Avia Čakovice       | 30 | 6  | 8  | 16 | 32 | 60 | 20 |
| 16.  | TJ Tesla Žižkov        | 30 | 3  | 8  | 21 | 35 | 63 | 15 |

Poznámky:
- Z = Odehrané zápasy; V = Vítězství; R = Remízy; P = Prohry; VG = Vstřelené góly; OG = Obdržené góly; B = Body

|  | Postup do Divize B 1973/74             |
|  | Sestup do příslušné I. A třídy 1973/74 |